# Pardosa muzkolica
Pardosa muzkolica este o specie de păianjeni din genul Pardosa, familia Lycosidae, descrisă de Kononenko, 1978. Conform Catalogue of Life specia Pardosa muzkolica nu are subspecii cunoscute.